# Styppeiochloa gynoglossa
Styppeiochloa gynoglossa là một loài thực vật có hoa trong họ Hòa thảo. Loài này được (Gooss.) De Winter miêu tả khoa học đầu tiên năm 1966.